# Traa Daniels

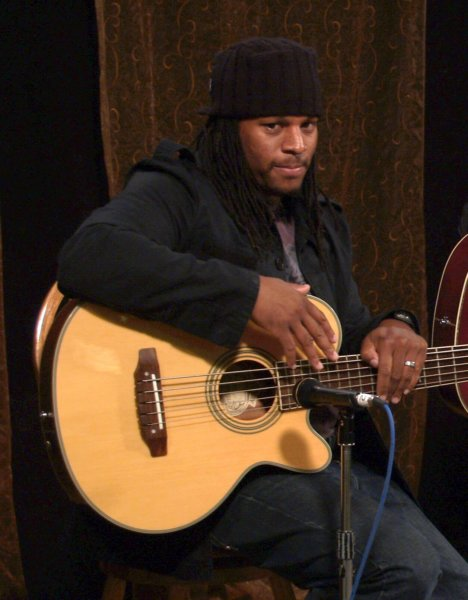
Traa Daniels

Mark "Traa" Daniels (ur. 30 grudnia 1970) – amerykański muzyk rockowy, gitarzysta basowy zespołu P.O.D.
Traa (wymawiane Trey) gra na pięciostrunowym Warwick (Dolphin i Thumb).
Daniels został członkiem P.O.D. w 1994 roku, od tego czasu zespół wydał dziesięć albumów – Snuff the Punk, Brown, Payable on Death Live, The Fundamental Elements of Southtown, Satellite, Payable on Death, Testify, Greatest Hits: The Atlantic Years, When Angels & Serpents Dance i Rhapsody Originals.